# Marguerite de Béthune

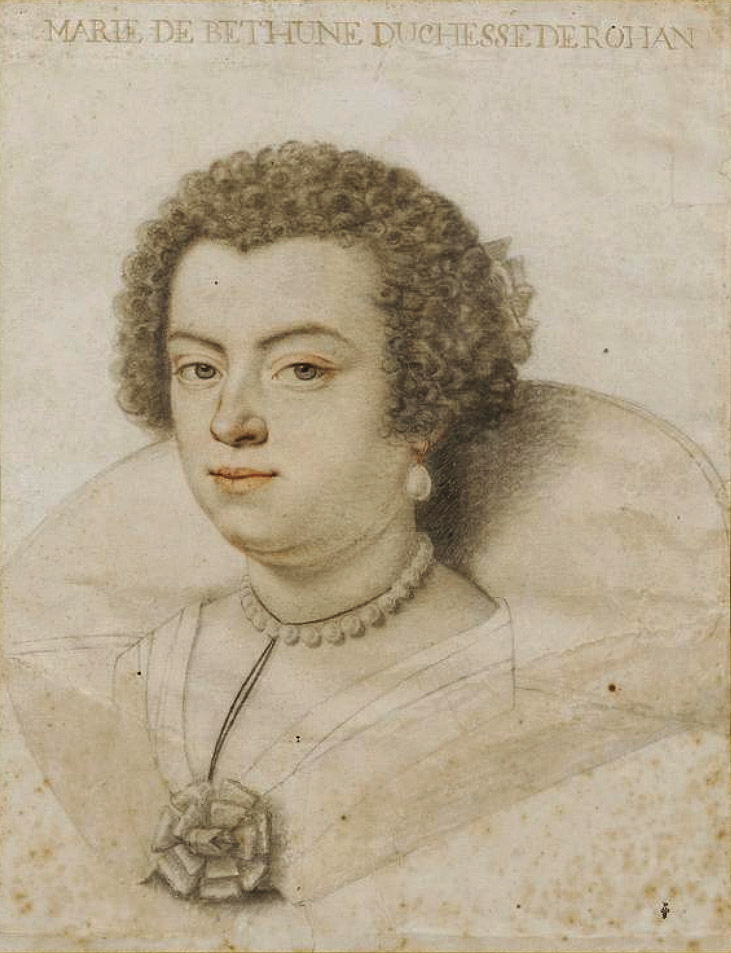
Maie [sic] de Béthune Duchesse de Rohan, Farbstiftzeichnung von Daniel Dumonstier, etwa 1608, Musée Condé

Marguerite de Béthune (* 1595; † 21. Oktober 1660 in Paris) ist die Tochter von Maximilien de Béthune (1559–1641), ab 1605 Duc de Sully, und seiner zweiten Ehefrau Rachel de Cochefilet (1566–1659).

## Leben
Marguerite de Béthune wurde im Sinne der helvetischen Konfession erzogen und blieb ihr – als einziges Kind des Duc de Sully – zeitlebens treu. Sie wurde per Ehevertrag vom 7. Februar 1605, in ihrem zehnten Lebensjahr, mit Henri II. de Rohan (1579–1638) verheiratet, der seit 1603 Duc de Rohan war. Der Ehe entstammen neun Kinder, von denen acht (vier Söhne und vier Töchter) als kleine Kinder starben.
Ihr einziges überlebendes eheliches Kind war die 1617 geborene Marguerite de Rohan, die nach dem Tod ihres Vaters 1638 das Herzogtum erbte und somit suo jure Duchesse de Rohan wurde.
Diese Erbfolge wurde jedoch durch die Existenz von Marguerite de Béthunes unehelichem Sohn Tancrède de Rohan (* 1630) gestört, der aus ihrer Affäre mit dem Duc de Candale hervorgegangen war und heimlich in Holland aufgezogen wurde. Marguerite de Béthune versuchte, ihn als Sohn und damit Erben ihres Mannes anerkennen zu lassen, wurde jedoch am 26. Februar 1646 durch ein Urteil des Pariser Parlaments abgewiesen. Tancrède de Rohan starb am 1. Februar 1649 bei einem Gefecht im Bois de Vincennes, als er gerade gegen das Urteil Berufung einlegen wollte.